# Аббатство Святого Трудперта
Аббатство Святого Трудперта (нем. Kloster St. Trudpert) — бывший бенедиктинский монастырь, располагавшийся на территории баден-вюртембергской общины Мюнстерталь на юге Шварцвальда; монастырь был основан в начале IX века и просуществовал до секуляризации 1806 года.